# موساشی سوزوکی
موساشی سوزوکی (ژاپنی: 鈴木 武蔵؛ زادهٔ ۱۱ فوریهٔ ۱۹۹۴) یک بازیکن فوتبال اهل ژاپن است. وی همچنین در تیم ملی فوتبال ژاپن بازی کرده‌است.
از باشگاه‌هایی که در آن بازی کرده‌است می‌توان به باشگاه فوتبال آلبیرکس نیگاتا، باشگاه فوتبال کونسادول ساپورو اشاره کرد.
وی در جامائیکا از پدری جامائیکا زاده شد ولی در ژاپن با مادر ژاپنی خود بزرگ شده است.